# Bois de la Roche
Der Bois de la Roche ist ein kleiner Fluss in Frankreich, der im Département Côtes-d’Armor in der Region Bretagne verläuft. Er entspringt unter dem Namen Ruisseau de Rond ar Hor an der Gemeindegrenze von Pont-Melvez und Bourbriac, entwässert  generell Richtung Nordosten und mündet nach rund 15 Kilometern an der Gemeindegrenze von Coadout und Grâces als linker Nebenfluss in den Trieux. Im Unterlauf begleitet der Bois de la Roche die Bahnstrecke Guingamp–Carhaix.

## Orte am Fluss
(Reihenfolge in Fließrichtung)
- Guerduel, Gemeinde Pont-Melvez
- Stangenad, Gemeinde Bourbriac
- Karambellec, Gemeinde Gurunhuel
- Kerias, Gemeinde Bourbriac
- Leïn Beuz, Gemeinde Moustéru
- Grësquer Bihan, Gemeinde Moustéru
- Coadout
- Kerhervé Izellan, Gemeinde Grâces

## Sehenswürdigkeiten
- Château du Bois de la Roche, Schloss mit Teilen aus dem 18. Jahrhundert am Flussufer bei Coadut[4]